# Stormvogels in het seizoen 1962/63
Het seizoen 1962/1963 was het negende en laatste jaar in het bestaan van de IJmuidense betaaldvoetbalclub Stormvogels. De club kwam uit in de Tweede divisie A en eindigde daarin op de 10e plaats. Aan het eind van het seizoen fuseerde de club met VSV tot Telstar, Stormvogels keerde terug naar het amateurvoetbal. Tevens deed de club mee aan het toernooi om de KNVB beker, hierin werd in de eerste ronde verloren van PEC (3–1).

## Wedstrijdstatistieken

### Tweede divisie A
|       | AGOVV | Alkmaar '54 | Be Quick | De Graafschap | Heerenveen | KFC   | Leeuwarden | N.E.C. | Oldenzaal | Tubantia | Vitesse | VSV   | Wageningen | ZFC   | Zwartemeer | Zwolsche Boys |
| ----- | ----- | ----------- | -------- | ------------- | ---------- | ----- | ---------- | ------ | --------- | -------- | ------- | ----- | ---------- | ----- | ---------- | ------------- |
| Thuis | 1 – 2 | 1 – 0       | 3 – 1    | 0 – 0         | 1 – 0      | 0 – 1 | 1 – 1      | 2 – 2  | 1 – 1     | 0 – 0    | 2 – 2   | 2 – 2 | 1 – 1      | 1 – 0 | 2 – 0      | 3 – 2         |
| Uit   | 0 – 0 | 2 – 1       | 5 – 1    | 0 – 0         | 3 – 1      | 2 – 0 | 2 – 3      | 2 – 1  | 3 – 1     | 2 – 2    | 2 – 0   | 1 – 1 | 2 – 0      | 3 – 0 | 0 – 0      | 0 – 3         |

### KNVB Beker
| 1e ronde                                      | PEC                                      | 3 – 1 (0 – 0) | Stormvogels     |
| 13 oktober 1962 Plaats: Zwolle De Vrolijkheid | Hennie van Nee 57' Gerrit Voges 61', 72' |               | 68' Jac Cleeren |

## Statistieken Stormvogels 1962/1963

### Eindstand Stormvogels in de Nederlandse Tweede divisie A 1962 / 1963
| Stand | Gespeeld | Gewonnen | Gelijk | Verloren | Punten | Doelpunten voor | Doelpunten tegen |
| ----- | -------- | -------- | ------ | -------- | ------ | --------------- | ---------------- |
| 10e   | 32       | 8        | 13     | 11       | 29     | 35              | 44               |

### Topscorers
| #      | Naam                | Goal |
| ------ | ------------------- | ---- |
| 1.     | Ko Bakker           | 7    |
| 2.     | Piet van Duivenbode | 6    |
| 3.     | Wim van Kampen      | 5    |
| 3.     | Koos van Weerlee    | 5    |
| 5.     | Leo Nieuwenhuis     | 4    |
| 5.     | Bert van Wooning    | 4    |
| 7.     | Theo van Kampen     | 2    |
| 8.     | Hans Kiewiet        | 1    |
| 8.     | Jos Spruit          | 1    |
| Totaal | Totaal              | 35   |

| #      | Naam        | Goal |
| ------ | ----------- | ---- |
| 1.     | Jac Cleeren | 1    |
| Totaal | Totaal      | 1    |